# Графство Мецгау
Мецгау (на немски: Metzgau; на латински: pagus Mattensis; на френски: Pays messin) е средниовековно франкско гауграфство с център град Мец.
На север от Мецгау на река Мозел се намира Мозелгау. От Мецгау се образува Графство Мец.

## Графове в Мецгау
- Герхард I (* 870, † 22 юни 910), граф в Мецгау (Матфриди), ∞ 900 Ода Саксонска, дъщеря на херцог Ото I „Сиятелни“ (Лиудолфинги)
- Матфрид I (* 875, † сл. 926), брат на Герхард, 926 граф в Мецгау, ∞ Лантсинд, дъщеря на граф Радалд, сестра на епископ Дадо от Вердюн[2]

Наследниците на Матфрид се наричат след това графове на Мец.